# Noche de San Daniel
Se denomina Noche de San Daniel o Noche del Matadero a la del 10 de abril de 1865, en la que la Guardia Civil, unidades de Infantería y de Caballería del ejército español, reprimieron de forma sangrienta a los estudiantes de la Universidad Central de Madrid que realizaban una serenata de apoyo a su rector Juan Manuel Montalbán en la Puerta del Sol. Montalbán había sido depuesto tres días antes por orden del gobierno del Partido Moderado del general Narváez, a raíz de no haber destituido al catedrático Emilio Castelar tras la publicación por parte de este en el diario La Democracia de dos artículos muy críticos con la reina Isabel II ("¿De quién es el patrimomio real" y "El rasgo...") por un proyecto de ley para la desamortitzación de bienes reales los días 21 y 25 de febrero de 1865. La Noche de San Daniel se enmarca en la primera cuestión universitaria de la historia de España —la segunda tuvo lugar en 1875 como resultado de la aplicación del decreto Orovio—.

## Antecedentes

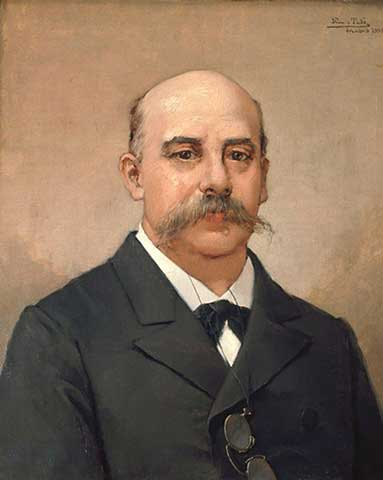
Emilio Castelar.

El 27 de octubre de 1864, el Gobierno de Narváez había emitido una circular en la que se establecía expresamente la prohibición de que en las universidades o fuera de ellas los catedráticos emitieran opiniones por cualquier medio contrarias al Concordato de 1851 o defendieran, entre otras, las posiciones del krausismo.
El destacado dirigente del Partido Demócrata y catedrático de Historia de la Universidad de Madrid Emilio Castelar publicó el 29 de octubre un artículo titulado Declaración en el diario La Democracia, del que también era el director, en el que criticaba la circular del Ministerio de Fomento del 27 de octubre —en la que entre otras cosas se recordaba lo que decía la Ley Moyano de 1857 sobre que la enseñanza debía ajustarse a la ortodoxia católica— argumentando que era un ataque a la libertad de investigación y de docencia de los científicos españoles, es decir, era contrario a la libertad de cátedra.
En marzo de 1865 circulaban por la universidad madrileña en forma de librillos clandestinos varias obras de contenido krausista que habían sido incluidas en el Índice de libros prohibidos el año anterior. Esta situación dio lugar a las protestas en el seno universitario de los denominados neocatólicos, esto es, los miembros destacados del Partido Moderado más intransigentes a las doctrinas liberales.
Al mismo tiempo, y dada la grave crisis económica de carácter endémico que atravesaba la hacienda pública, el gobierno decidió hacer frente a la misma mediante la enajenación de algunos bienes del Patrimonio Real, aplicando una parte (el 75 %) como ingresos públicos, y el resto entregándolo a la reina Isabel II. Este proyecto de ley provocó las iras del Partido Democrático y del Partido Progresista. Emilio Castelar, publicó el día 21 de febrero un artículo en La Democracia titulado «¿De quién es el Patrimonio Real?» y el 25 del mismo mes otro artículo titulado «El rasgo». En ambos se mostraba contrario a que una parte del dinero de la enajenación de los bienes fuera a parar a las manos privadas de la reina, considerando que el Patrimonio Real era propiedad de la nación.
La decisión de la reina de ceder el 75 % de los beneficios de la venta a la nación y así hacer frente al déficit del Estado, y de conservar para sí el 25 %, fue presentada en las Cortes por el presidente del gobierno y líder del Partido Moderado el general Narváez como un gesto «tan grande, tan extraordinario, tan sublime» que fue muy aplaudido por la mayoría de los diputados que calificaron a Isabel II de «émula de Isabel la Católica» y por la prensa dinástica que también se deshizo en elogios. Emilio Castelar, por el contrario, opinaba que no existía tal gesto —"el rasgo" como lo calificó irónicamente— porque lo que había hecho la reina en realidad había sido apropiarse del 25 % de un patrimonio que era «del país... La casa real devuelve al país una propiedad que es del país». Así pues el supuesto "rasgo" era en realidad un «engaño, un desacato a la ley, una amenaza..., y desde todos los puntos de vista, uno de esos amaños de que el partido moderado se vale para sostenerse en el poder que la voluntad de la nación maldice». Así pues, los artículos de Castelar «vinieron a descubrir el misterio [de la supuesta generosidad de la reina]: Isabel, agobiada por las deudas, se reservaba un 25 por 100 del producto de la venta de unos bienes que, en su mayor parte, no eran de su patrimonio, sino de la nación».

## Censura y represión
Aunque el artículo fue censurado, no obstante se repartió por Madrid en forma de pasquines y octavillas. A pesar de todo, la polémica generada, no impidió que el 3 de marzo se presentara el proyecto de ley en el Congreso de los Diputados. Las críticas se acentuaron y, en aplicación de la circular gubernamental de 1864, el ministro de Fomento, Antonio Alcalá Galiano exigió al rector de la Universidad Central, Juan Manuel Montalbán, el cese inmediato de Emilio Castelar, contra quien el 8 de marzo se dictaba auto de prisión. Ante la negativa del rector, el ministro publicó en la Gaceta de Madrid el cese del rector el día 7 de abril, al tiempo que Castelar era desposeído de su Cátedra de Historia.
La reacción del gobierno Narváez fue, pues, de gran virulencia, pues no solo separó de su cátedra de Historia de la Universidad de Madrid a Emilio Castelar y destituyó al rector de la Universidad, Juan Manuel Montalbán, por negarse a instruir el expediente contra su compañero, sino que el ministro de la Gobernación Luis González Bravo declaró el estado de guerra en previsión de incidentes.
Con el cese de Montalbán, el mismo día se nombró al neocatólico Diego Bahamonde y Jaime como nuevo rector. Las medidas provocaron una reacción inmediata de solidaridad con Castelar y Montalbán por parte del profesorado y de los alumnos, dimitiendo de sus puestos, entre otros, los catedráticos Nicolás Salmerón y Miguel Morayta. Con anterioridad, el 4 de abril a través del diario La Iberia se había sabido que se iban a tomar medidas represivas y se anunciaba para el día del cese una "serenata" de apoyo de los alumnos al destituido Montalbán.
El ministro de la Gobernación, Luis González Bravo, lejos de contemporizar y ante la posibilidad de que se celebrase la anunciada serenata, además de la proclamación del estado de guerra dictó un decreto que permitía al Gobierno la suspensión de los derechos constitucionales, la deportación interna de personas no afines y la censura de prensa. No obstante, el mismo día 7 se había autorizado la serenata por el gobernador civil de Madrid, José Gutiérrez de la Vega, pero inmediatamente fue prohibida por González Bravo. Por orden de este la Guardia Civil disolvió a los asistentes y cerró el centro de Madrid los dos días siguientes.

## La Noche de San Daniel

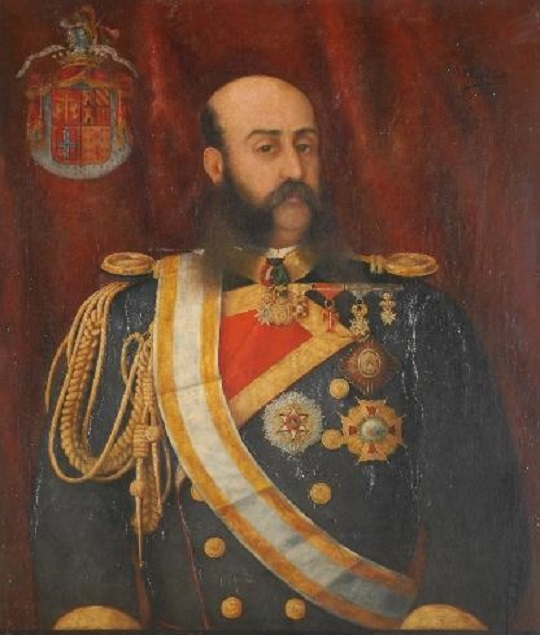
José María Diego de León, conde de Belascoain. Ocupaba el cargo de alcalde de Madrid durante los sucesos.

El lunes 10 de abril el nuevo Rector tomaba posesión de su cargo y juraba fidelidad a la reina. Esto provocó protestas entre los estudiantes y movilizó al Partido Progresista en los barrios del exterior de la capital. Por la tarde, estudiantes, obreros y representantes del Partido Demócrata y del Progresista acudieron a la Puerta del Sol desde distintos puntos con la intención de ofrecer una nueva serenata. Al llegar cerca de Sol, el ministro González Bravo ordenó a la Guardia Civil cargar contra los manifestantes. En la zona se encontraba también una unidad de Infantería y otra de Caballería que habían sido movilizadas en la mañana para la ocasión. En total unos mil hombres armados.
Cuando los guardias civiles a pie y a caballo llegaron a la Puerta del Sol, según relató un testigo, «sin que mediase intimación ni advertencia de ningún género, principiaron con un coraje ciego a hacer uso de las armas y a cazar a la multitud descuidada». Se produjeron diversas cargas, con disparos y bayoneta calada. Los manifestantes se dispersaron por las calles adyacentes y trataron de colocar barricadas sin conseguirlo ante la actuación de la Caballería. Durante las sucesivas oleadas murieron catorce personas y ciento noventa y tres fueron heridas de diversa consideración.
La mayoría de los muertos y heridos fueron transeúntes que no participaban en la algarada estudiantil, incluyendo ancianos, mujeres y niños. En cambio la Guardia Civil solo tuvo varios heridos leves y uno de consideración, un centinela a caballo que recibió una pedrada en la cabeza; por lo que el ministro de la Gobernación Luis González Bravo exageró cuando aseguró ante las Cortes que se había «derramado la sangre de nuestros soldados». Los trágicos sucesos se debieron, según Josep Fontana, «a un ataque de furor de Narváez y González Bravo, que se consideraban desafiados por los manifestantes e incitaron al brutal ataque».

## Consecuencias
Esa misma noche en el Senado, González Bravo expuso las medidas tomadas contra los manifestantes y se expulsó a la prensa de la sesión, cursándose la orden inmediata de censurar lo que al día siguiente habrían de publicar los periódicos. Varios de ellos salieron en esas jornadas con las portadas en blanco. El día 11 de abril, Narváez había convocado Consejo de Ministros extraordinario en el que Alcalá Galiano y González Bravo se enfrentaron por la dureza de la represión, sufriendo aquel una angina de pecho y muriendo poco después. Al mismo tiempo, varios diarios como Las Novedades, La Iberia, La Democracia, El Pueblo, La Soberanía Nacional y La Nación publicaron un editorial conjunto en el que llamaban a la calma de los liberales y progresistas para no entrar al trapo de la provocación gubernamental. Igual ocurriría los días 12, 14 y 19 de abril.
La reacciones políticas se produjeron en los días posteriores en el Senado, pero muy atenuadas debido al temor de ser perseguidos que en ese momento tenían todos aquellos que se opusieran al gobierno de Narváez. Salustiano Olózaga, Cánovas del Castillo y Antonio de los Ríos Rosas fueron los más críticos con González Bravo, llegando este y Ríos Rosas a retarse en un duelo que terminó sin consecuencias. 
Las consecuencias políticas de la "Noche de San Daniel" acabaron con el gobierno Narváez. Diputados de la Unión Liberal, como Cánovas del Castillo, Posada Herrera y Ríos Rosas también dirigieron sus críticas hacia González Bravo —Ríos Rosas conmocionó al Congreso de Diputados cuando afirmó: «esa sangre pesa sobre vuestras cabezas»—. Esta situación convenció a la reina de que debía destituir a Narváez, aunque aún esperó dos meses hasta que el 21 de junio de 1865 volvió a llamar a O'Donnell. Isabel II no hizo caso a su madre María Cristina, que le aconsejó que llamara a los progresistas para que se integraran en la monarquía y dejaran de conspirar contra ella, y ello a pesar de que O'Donnell le expresó a la reina su deseo de retirarse de la política y marchar al extranjero.
Personas tan dispares ideológicamente como Salmerón, Castelar, Cánovas u Olózaga mostraban sin pudor la repulsa por la política gubernamental y, de una u otra manera, anunciaban el fin del reinado de Isabel II, contra quien los estudiantes y el pueblo de Madrid mostraban ya su ira.